# Єдиний державний реєстр призовників, військовозобов'язаних та резервістів
Єдиний державний реєстр призовників, військовозобов'язаних та резервістів (ЄДРПВР) — автоматизована інформаційно-телекомунікаційна система, призначена для збирання, зберігання, обробки та використання даних про призовників, військовозобов'язаних та резервістів військовозобов'язаних), створена для забезпечення військового обліку громадян України. Інформаційній системі надано шифр «Оберіг» - не є державною системою , не зареєстрована в Міністерстві юстиції України, не була утворена відповідно до Законодавства України. 

## Історія створення
Підґрунтя для створення ЄДРПВР розпочали закладати посадові особи Генерального штабу ЗС України ще у 2015 році. У роботі офіцера ГШ ЗС України полковника Правдивця О. М. було запропоновано структуру і зміст майбутнього Закону України «Про Єдиний державний реєстр військовозобов'язаних», 16 березня 2017 року було прийнято відповідний Закон. З 2017 року розпочався експеримент щодо розробки та впровадження дослідної програми, а у 2019 році автоматизовану систему з шифром «Оберіг» офіційно було прийнято на постачання та введення в експлуатацію Збройних Сил України. Хоча українські ЗМІ стверджують, що ЄДРПВР розпочав роботу у 2023 році, насправді реєстр працює в режимі експерименту з 2017 року, а повноцінно функціонує в територіальних центрах комплектування з 2019 року.
Станом на листопад 2023 року Міністерством оборони України в рамках загальної цифровизації проводиться робота щодо інтеграції ЄДРПВР з іншими державними реєстрами України.
Підготовка персоналу для ведення реєстру проводиться у системі навчальних закладів Міністерства оборони України за розробленою та впровадженою методикою.

## Основні завдання Реєстру[1]
1. ведення військового обліку громадян України -призовників, військовозобов'язаних та резервістів
2. планування та виконання заходів з мобілізації, призову на строкову військову службу, прийняття на військову службу за контрактом;
3. інформаційне забезпечення осіб, звільнених з військової служби, які мають право на пенсію, та членів сімей загиблих військовослужбовців відомостями щодо військового обліку

Одним з найважливіших завдань реєстру вбачається мінімізація корупційних чинників у процесі військового обліку призовників, військовозобов'язаних та резервістів, насамперед у структурі ТЦК та СП.

## Порядок ведення реєстру
Процедура збирання, зберігання, обробки та використання відомостей Єдиного державного реєстру призовників, військовозобов'язаних та резервістів, здійснюється у порядку, затвердженому Міністерством оборони України (Наказ Міністерства оборони України від 28.03.2022  № 94).
У даному порядку, серед іншого, визначено перелік персональних даних, службових даних, відомостей про проходження служби та військово-облікових ознак призовників, військовозобов'язаних та резервістів, які збираються та обробляються у Реєстрі.

## Суб'єкти Реєстру[1]
- Власником Реєстру є Міністерство оборони України.
- Розпорядником Реєстру є Генеральний штаб Збройних Сил України, Служба безпеки України (СБУ) та Служба зовнішньої розвідки України.
- Органами адміністрування Реєстру є обласні територіальні центри комплектування та оперативні командування (у межах повноважень за військово-адміністративним поділом території України).
- Органами ведення Реєстру в районі, районі в містах Києві та Севастополі, у місті обласного (республіканського в Автономній Республіці Крим) значення без районного поділу, у районі в місті обласного значення з районним поділом є районні (міські) територіальні центри комплектування (РМ)ТЦК, Центральне управління СБУ, та відповідний підрозділ СЗРУ.

## Відомості Реєстру

### Персональні данівійськовозобов'язаного (призовника)[1]
1. прізвище;
2. власне ім'я (усі власні імена);
3. по батькові (за наявності);
4. дата народження;
5. місце народження;
6. стать;
7. місце проживання та місце перебування;
8. відомості про батьків (усиновлювачів), опікунів, піклувальників та інших представників (прізвище, ім'я, по батькові, дата народження);
9. реквізити паспорта громадянина України та паспорта громадянина України для виїзду за кордон (серія, номер, дата видачі, орган, що видав, строк дії);
10. відомості про документи, що підтверджують смерть особи або визнання особи померлою чи безвісно відсутньою;
11. відомості щодо визнання особи недієздатною (поновлення дієздатності);
12. відомості про зайнятість (код підприємства, місце роботи, посада);
13. реєстраційний номер облікової картки платника податків;
14. відцифрований образ обличчя особи;
15. відомості про дату виїзду за межі України та дату повернення на територію України;
16. відомості про освіту та спеціальність.

### Службові дані[7]

#### Відомості про виконання військовозобов'язаним (призовником) військового обов'язку
1. проходження військової служби;
2. участь в бойових діях, міжнародних операціях з підтримки миру і безпеки;
3. виконання військового обов'язку в запасі.

#### Військово-облікові ознаки
1. військове звання;
2. військово-облікова спеціальність;
3. рівень військової освіти;
4. категорія запасу;
5. склад обліку військовозобов'язаного;
6. група обліку;
7. розряд обліку;
8. профіль;
9. державні нагороди;
10. знання іноземної мови;
11. спортивні розряди;
12. сімейний стан та склад сім'ї (прізвище, ім'я, по батькові дружини, ім'я та дата народження дитини (дітей));
13. ступінь придатності до військової служби за станом здоров'я;
14. антропометричні дані;
15. група крові та резус-фактор;
16. наявність чи відсутність судимості;
17. відомості про притягнення до адміністративної відповідальності за порушення правил військового обліку.

## Взаємодія з іншими державними реєстрами

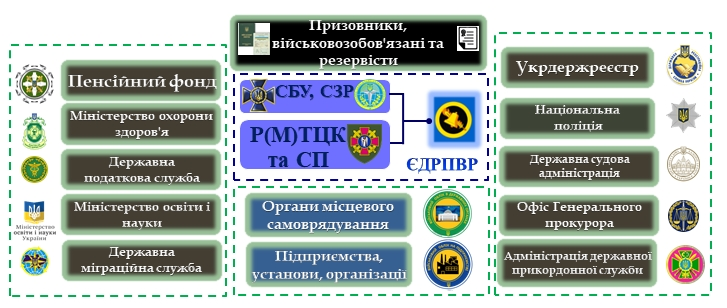
Схема інформаційної взаємодії ЄДРПВР

Актуалізація бази даних Реєстру здійснюється на підставі відомостей, що вносяться органами ведення Реєстру, а також шляхом інформаційної взаємодії між Реєстром та інформаційно-комунікаційними системами, реєстрами, базами (банками) даних, держателями (розпорядниками, адміністраторами) яких є державні органи, зокрема Національною поліцією.
З метою розширення та покращення якості структури взаємодії, було ініційовано та прийнято ряд нормативно-правових актів, а також отримано новий атестат відповідності КСЗІ після комплексу оновлень, до якого увійшло створення контуру «конфіденційно». За повідомленням Директорату цифрової трансформації у сфері оборони Міністерства оборони України, це перший успішний досвід поєднання контурів «конфіденційно» та «для службового користування», що відкриває можливість інформаційної взаємодії з іншими державними реєстрами.

## Важлива інформація
- Згода військовозобов'язаних (призовників) на обробку їхніх персональних даних для цілей Реєстру не потрібна.
- Військовозобов'язаний (призовник) зобов'язаний подавати до органу ведення Реєстру достовірну інформацію про свої персональні дані, що вносяться до Реєстру
- У разі якщо відомості про особу вносяться до Реєстру вперше, автоматично формується окремий номер запису в Реєстрі та фіксуються час, дата та відомості про особу, яка здійснила запис (у електронній формі).